# 盘锦市奥林匹克体育中心体育场
盘锦市奥林匹克体育中心体育场，又称红海滩体育中心锦绣体育场，是位于中华人民共和国辽宁省盘锦市的体育场，体育场兴建于2011年，可容纳35500名观众。该体育场是2013年中华人民共和国第十二届全国运动会分赛场，2015年是中国足球超级联赛辽宁宏运的主场。